# Galgang
De galgang of ductus choledochus is de centrale afvoergang van gal tussen de galblaas en de twaalfvingerige darm. De galgang wordt afgesloten door een klepje, de papil van Vater. Het is een medisch-anatomisch belangrijke structuur omdat een aantal veelvoorkomende ziekten zich in dit orgaan voordoet.

## Pathofysiologie
Anatomische verstoring van de galafvloed leidt tot stase van de gal, waardoor de gal niet meer in de darm terechtkomt en de ontlasting ontdaan wordt van zijn karakteristieke bruine kleur. De gal wordt dan opgenomen in het bloed en uitgescheiden via de urine waardoor deze donkerder wordt. Daarnaast vindt afzetting van galzuren plaats in de huid en hoornvliezen waardoor deze geel verkleuren. Dit wordt geelzucht of icterus genoemd. Afzetting van gal in de huid kan een moeilijk te behandelen jeuk veroorzaken.
Galgangatresie, galwegatresie of biliaire atresie is een aangeboren afwijking waarbij de galwegen niet of niet goed zijn aangelegd. Het kan ook betekenen dat de grote galgang tussen de lever en de galblaas niet of niet goed is aangelegd of verstopt is. Per jaar worden in Nederland ongeveer 10 kinderen geboren met een galgangatresie.

## Ziekten

### Kanker
Zowel kanker van de alvleesklier (pancreaskopcarcinoom) als kanker van de ductus choledochus (cholangiocarcinoom) of van de papil van Vater kan leiden tot verminderde galafvloed. De diagnose wordt gesteld door middel van een endoscopische retrograde cholangiopancreaticografie (ERCP) en de poging tot het afnemen van weefsel tijdens dit gecombineerde radiologisch-endoscopisch onderzoek. Deze vormen van kanker kunnen momenteel  bij een geselecteerde groep patiënten enkel door middel van een operatie (whipple-operatie) behandeld worden. In het algemeen hebben de verschillende vormen een ongunstige prognose.

### Galstenen
Ook een galsteen kan leiden tot opstopping in de ductus choledochus. Galstenen worden gevormd in de galblaas en kunnen migreren naar de ductus choledochus. De diagnose wordt gesteld via een ERCP, vaak nadat er tijdens een echo galstenen in de galblaas zijn aangetoond. De behandeling bestaat vaak uit het insnijden van de papil van Vater zodat galstenen onbelemmerd naar de dunne darm kunnen afvloeien. Vaak wordt er later een galblaasverwijdering (cholecystectomie) uitgevoerd, zodat mogelijk nog aanwezige galstenen niet opnieuw voor overlast kunnen zorgen.